# Hà Quảng
Hà Quảng là một huyện miền núi nằm ở phía bắc tỉnh Cao Bằng, Việt Nam.

## Địa lý
Huyện Hà Quảng nằm ở phía bắc tỉnh Cao Bằng, có vị trí địa lý:
- Phía đông giáp huyện Trùng Khánh
- Phía tây giáp huyện Bảo Lạc
- Phía nam giáp huyện Hòa An và huyện Nguyên Bình
- Phía bắc giáp Trung Quốc.

Huyện có diện tích 810,96 km², dân số năm 2019 là 59.467 người, mật độ dân số đạt 73 người/km².
Huyện lỵ của huyện là thị trấn Xuân Hòa nằm trên tỉnh lộ 203, cách Thành phố Cao Bằng 40 km và cách thành phố Hà Nội 302 km về hướng bắc, cách Thành phố Hà Giang 196 km về phía tây bắc và di tích lịch sử hang Pác Bó (biên giới Việt - Trung) 10 km về hướng nam.

## Hành chính
Huyện Hà Quảng có 21 đơn vị hành chính cấp xã trực thuộc, bao gồm 2 thị trấn: Xuân Hòa (huyện lỵ), Thông Nông và 19 xã: Cải Viên, Cần Nông, Cần Yên, Đa Thông, Hồng Sỹ, Lũng Nặm, Lương Can, Lương Thông, Mã Ba, Ngọc Đào, Ngọc Động, Nội Thôn, Quý Quân, Sóc Hà, Thanh Long, Thượng Thôn, Tổng Cọt, Trường Hà, Yên Sơn.

## Lịch sử
Châu Hà Quảng thuộc tỉnh Cao Bằng được chính quyền thực dân Pháp thành lập vào năm 1893 trên cơ sở tách 3 tổng: Phù Dúng, Trung An, Hà Quảng thuộc châu Thạch Lâm và tổng Thông Nông thuộc châu Nguyên Bình.

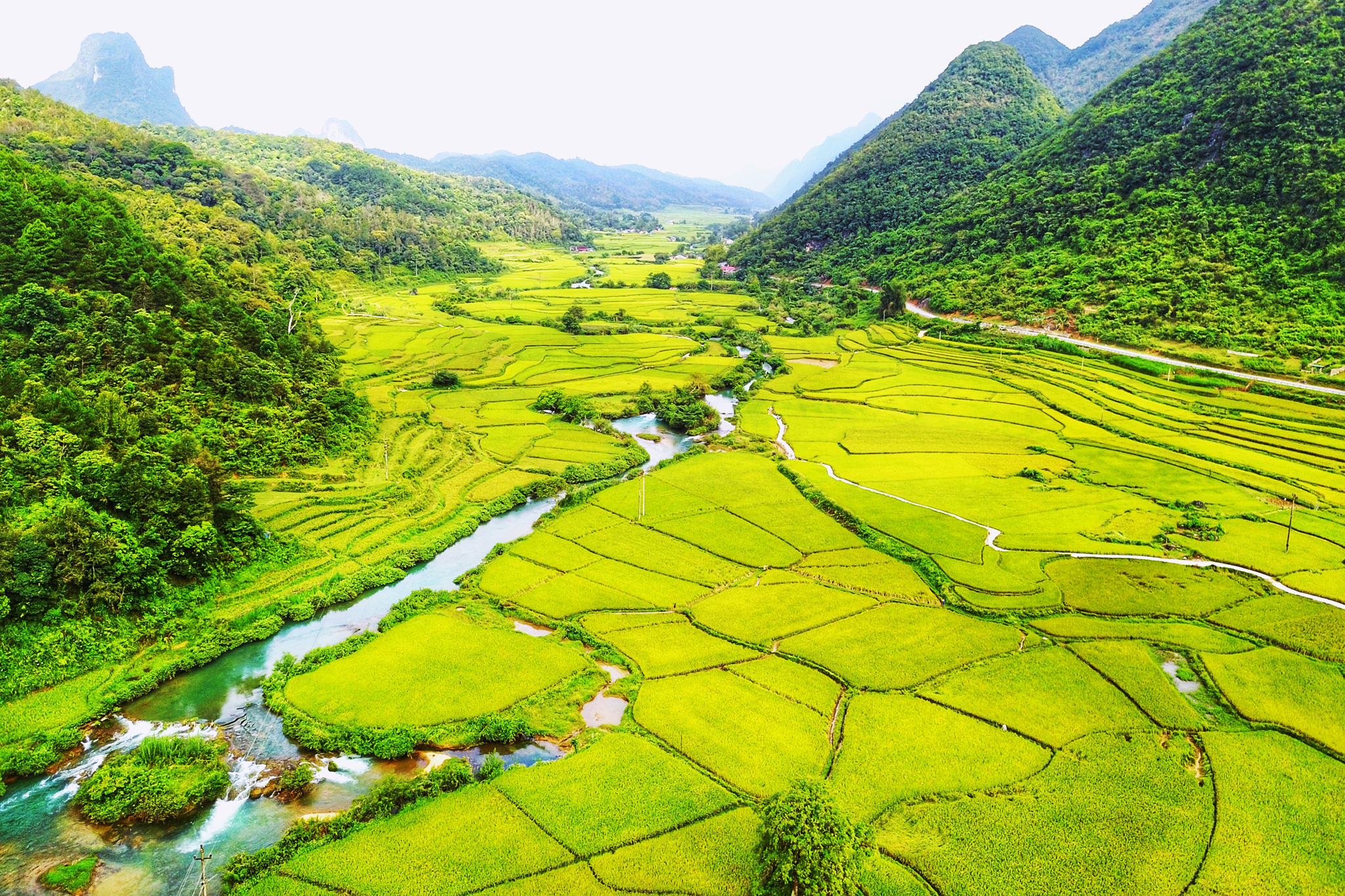
Cánh đồng lúa ở Nà Giàng

Sau năm 1954, huyện Hà Quảng bao gồm 28 xã: Bình Lãng, Cải Viên, Cần Yên, Cô Mười, Đa Thông, Đào Ngạn, Hạ Thôn, Hồng Sỹ, Kéo Yên, Lũng Nặm, Lương Can, Lương Thông, Mã Ba, Nà Sác, Ngọc Động, Nội Thôn, Phù Ngọc, Quý Quân, Sóc Hà, Sỹ Hai, Thanh Long, Thượng Thôn, Tổng Cọt, Trường Hà, Vân An, Xuân Hòa, Yên Lũng và Yên Sơn.
Ngày 7 tháng 4 năm 1966, tách 8 xã: Bình Lãng, Cần Yên, Đa Thông, Lương Can, Lương Thông, Ngọc Động, Thanh Long, Yên Sơn để thành lập huyện Thông Nông.
Năm 1975, hợp nhất 2 tỉnh Cao Bằng và Lạng Sơn thành tỉnh Cao Lạng, huyện Hà Quảng thuộc tỉnh Cao Lạng và đến năm 1978, lại tách ra thành 2 tỉnh như cũ.
Năm 1979, Hà Quảng là một trong những huyện bị thiệt hại nặng nề trong Chiến tranh biên giới Việt-Trung.
Ngày 10 tháng 6 năm 1981, sáp nhập xã Yên Lũng vào xã Kéo Yên; chuyển xã Cô Mười về huyện Trà Lĩnh quản lý.
Huyện Hà Quảng còn lại 18 xã trực thuộc, bao gồm: Cải Viên, Đào Ngạn, Hạ Thôn, Hồng Sỹ, Kéo Yên, Lũng Nặm, Mã Ba, Nà Sác, Nội Thôn, Phù Ngọc, Quý Quân, Sóc Hà, Sỹ Hai, Thượng Thôn, Tổng Cọt, Trường Hà, Vân An và Xuân Hòa.
Ngày 27 tháng 10 năm 2006, giải thể xã Xuân Hòa để thành lập thị trấn Xuân Hòa và xã Vần Dính.
Đến cuối năm 2019, huyện Hà Quảng có 19 đơn vị hành chính cấp xã trực thuộc, bao gồm thị trấn Xuân Hòa và 18 xã: Cải Viên, Đào Ngạn, Hạ Thôn, Hồng Sỹ, Kéo Yên, Lũng Nặm, Mã Ba, Nà Sác, Nội Thôn, Phù Ngọc, Quý Quân, Sóc Hà, Sỹ Hai, Thượng Thôn, Tổng Cọt, Trường Hà, Vân An, Vần Dính.
Ngày 10 tháng 1 năm 2020, Ủy ban Thường vụ Quốc hội ban hành Nghị quyết số 864/NQ-UBTVQH14 về việc sắp xếp các đơn vị hành chính cấp huyện, cấp xã thuộc tỉnh Cao Bằng (nghị quyết có hiệu lực từ ngày 1 tháng 2 năm 2020). Theo đó:
- Sáp nhập toàn bộ 357,38 km² diện tích tự nhiên và 24.441 người của huyện Thông Nông (gồm thị trấn Thông Nông và 10 xã: Bình Lãng, Cần Nông, Cần Yên, Đa Thông, Lương Can, Lương Thông, Ngọc Động, Thanh Long, Vị Quang, Yên Sơn) trở lại huyện Hà Quảng.
- Hợp nhất hai xã Đào Ngạn và Phù Ngọc thành xã Ngọc Đào.
- Sáp nhập xã Vần Dính vào xã Thượng Thôn.
- Sáp nhập xã Sỹ Hai vào xã Hồng Sỹ.
- Sáp nhập xã Nà Sác vào xã Trường Hà.
- Sáp nhập xã Hạ Thôn vào xã Mã Ba.
- Sáp nhập xã Vân An vào xã Cải Viên.
- Sáp nhập xã Kéo Yên vào xã Lũng Nặm.
- Sáp nhập xã Bình Lãng vào xã Thanh Long.
- Sáp nhập xã Vị Quang vào xã Cần Yên.

Huyện Hà Quảng có 2 thị trấn và 19 xã như hiện nay.

## Du lịch

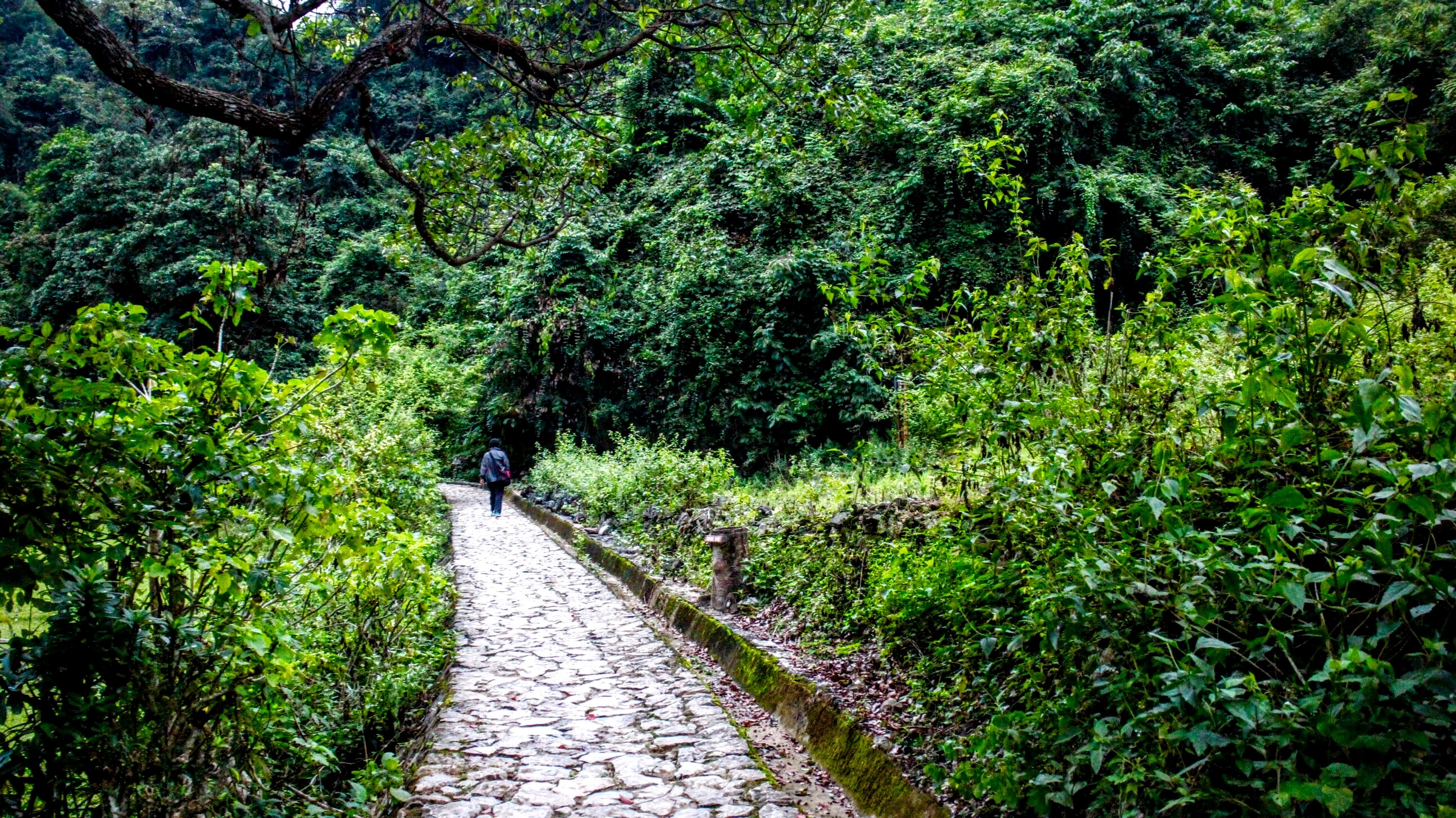
Đường vào hang Cốc Bó

Một số di tích lịch sử trên địa bàn huyện Hà Quảng:
- Khu di tích Pác Bó thuộc xã Trường Hà, huyện Hà Quảng. Tại đây có hang Cốc Bó được Bác Hồ chọn làm nơi ở sau 30 hoạt động ở nước ngoài và trở về nước 8/2/1941 Trong hang Cốc Bó có một nhũ đá được Bác đặt tên là Các Mác. Dưới chân núi trước hang có dòng suối Bác đặt tên là suối Lê Nin. Cách hang khoảng một cây số là lán Khuổi Nậm nơi Bác chủ trì hội nghị lần thứ tám Trung ương Đảng cộng sản Đông Dương (nay là Đảng cộng sản Việt Nam) tháng 5 năm 1941, quyết định thành lập Mặt trận Việt Minh, lập các căn cứ cách mạng.
- Mộ và tượng đài Kim Đồng nằm trong cụm di tích Pắc Bó.